# كلية الشرطة (قطر)
كلية الشرطة القطرية. هي مدرسة أكاديمية لتدريب وتعليم من خلال شركاء مختصين في مجال الشرطي الأكاديمي.
تمنح كلية الشرطة القطرية بكالوريوس قانون وعلوم شرطة في أربع سنوات؛ تقسم إلى فصول دراسية مدة كل منها 16 أسبوعاً، بعد أن يكمل الطالب مقررات المتطلبات العامة والمقررات القانونية والمقررات الشرطية تحددت بـ (130) ساعة دراسية.
تمنح كلية الشرطة طلابها العديد من الامتيازات الاكاديمية والمهنية المختلفة، منها الدورات التدريبية التخصصية بالمملكة المتحدة (بريطانيـا) والتي تقام في اعرق المؤسسات التعليمية، وذلك بهدف صقل المهارات ومواكبة التطور التقني في العالم.
كلية الشرطة تتبع وزارة الداخلية (القطرية) تم إنشاءها بموجب القرار الأميري رقم 161/2013 الذي أصدره حضرة صاحب السمو الشيخ تميم بن حمد آل ثاني أمير البلاد المفدى وتتكون الكلية من مجلس اعلى مكون من (10) أعضاء يمثلون جهات مختلفة داخل الوزارة وخارجها.
وتمثل الكلية ترجمة حقيقية لرؤية قطر 2030 فيما يخص وزارة الداخلية والتي تهدف إلى تعزيز مواردها البشرية بكفاءات عالية التدريب والتأهيل من الضباط من اجل تحقيق أعلى التقنيات في الوقاية من الجريمة ومن ثم مكافحتها، وتحقيق التعامل وفق القانون والدستور.
من اهداف الكلية إعداد كوادر مدربة علميا وعمليا في المجالات الشرطية والقانونية ليكونوا ضباطا في قوة الشرطةإلى جانب تطوير مناهج وطرق التعليم والتدريب بما يواكب تطور المعارف ذات الصلة بالعمل القانوني والشرطي.
استقبلت كلية الشرطة القطرية في يوم السبت(16/8/2014) الدفعة الأولى من الطلبة المرشحين للالتحاق بها للعام الدراسي 2014/ 2015، والذين بلغ عددهم (130) طالبا من دولة قطر والدول العربية. كما استقبلت الكلية الدفعة الثانية من الطلبة المرشحين بتاريخ (5/10/2015).

## المجلس الأعلى للكلية
وفقا للقرار الوزاري رقم (19) لسنة 2014 بتاريخ 28/2/2014 والخاص بتشكيل المجلس الأعلى لكلية الشرطة، فان المجلس يتكون من:
1. الشيخ / عبد الله بن ناصر بن خليفة آل ثاني وزير الداخلية رئيسا
2. اللواء الدكتور/ عبد الله يوسف المال المستشار القانوني لمعالي وزير الداخلية نائباً للرئيس
3. العميد الدكتور/ محمد عبد الله طالب المحنا المري مدير عام كلية الشرطة عضوا
4. العميد / مهدي مطلق القحطاني مدير إدارة التدريب والدورات بقوة الأمن الداخلي (لخويا) عضوا
5. العميد / بدر إبراهيم الغانم مدير المكتب الفني لمعالي وزير الداخلية عضوا ومقررا
6. العقيد / عبد الرحمن ماجد السليطي مدير إدارة التخطيط الاستراتيجي بوزارة الداخلية عضوا
7. الدكتور / محمد عبد العزيز الخليفي عميد كلية القانون بجامعة قطر عضوا
8. الدكتور / خالد محمد الحر عضوا
9. الدكتور / يوسف محمد عبيدان فخرو عضوا
10. الدكتور/ أحمد حسن الحمادي عضوا
11. وجاء في القرار الوزاري أن مدة عضوية المجلس (4) سنوات، قابلة للتمديد لمدة أو مدد مماثلة[3]

## شعـار الكليـة
اعتمد تصميم شعار الكلية على اختيار ثلاثة عناصر تمثل مكونات ومخرجات الكلية وهي:

### العنصر الأول
الصقر في وضعية التأهب وهذا يعني الخريجين في بداية حياتهم المهنية

### العنصر الثانـي
رأس القلم والكتاب ويمثلان التحصيل العلمي في مختلف العلوم والمعارف.

### العنصر الثالـث
العلمان يحتضنان الصقر والقلم بما يمثل السلام والاستقرار والأمن وهو من أهم أهداف إستراتيجية وزارة الداخلية وهو تحقيق أمن واستقرار الوطن.

## الخطـة الدراسيـة

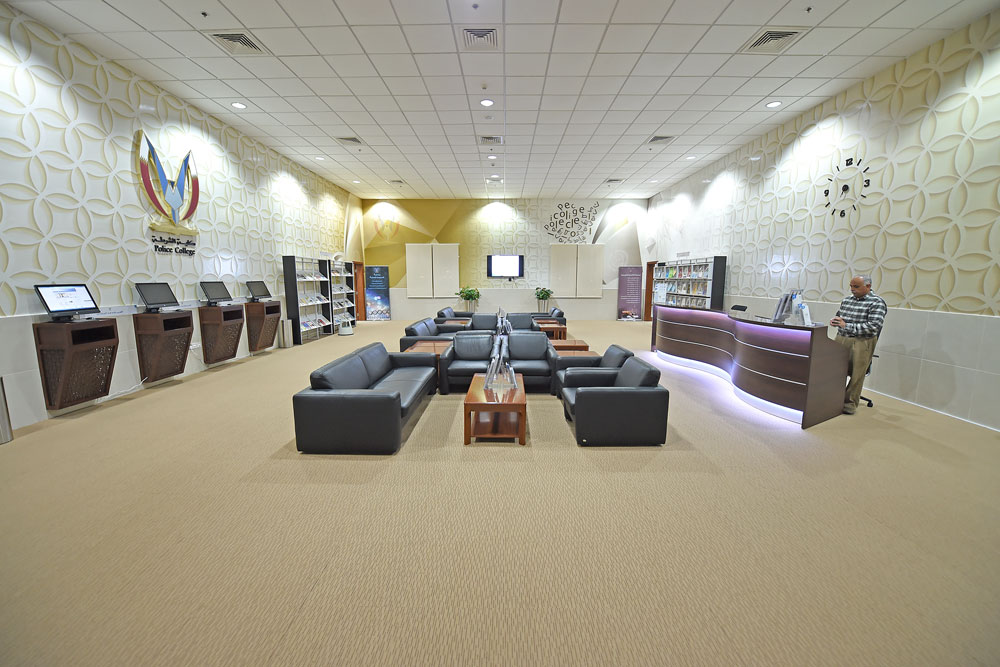
مكتبة كلية الشرطة

تمنح الكلية شهادة البكالوريوس في القانون وعلوم الشرطة، وتكون الدراسة اللغة العربية. مدة الدراسة بالكلية أربع سنوات مقسمة إلى فصول دراسية مدة كل منها 16 أسبوعاً.
تشتمل الخطة الدراسية على مقررات قانونية إلزامية واختيارية ومقررات علوم شرطة ومقررات المتطلبات العامة التي تبني لدى الطالب الملكة القانونية والمعرفة والمهارة الشرطية وتمكنه من الأدوات الرئيسة الناجحة لأداء عمله عند التخرج بكفاءة واقتدار.
يخضع نظام الدراسة في الكلية لقواعد وأحكام متوافقة مع معايير الجودة والاعتماد الأكاديمي في أفضل الكليات المناظرة.
يعتمد نظام الدراسة في الكلية على أفضل الوسائل التعليمية التي تضمن التعليم التفاعلي في قاعة الدراسة لبناء قدرات الطالب في التفكير الناقد وحل المشكلات والتحليل.
استطاعت الكلية استقطاب كوكبة من الاستاذة من ذوي الكفاءة والخبرة في التعليم والتدريس والتدريب. يتمتع الطالب بإجازة منتصف السنة والاجازات الدراسية والأعياد وإجازة الصيف والتي تزهو ببرامج دعم اللغة الإنجليزية وبرامج التدريب الميداني الخارجية التي تصقل مهارات الطالب.

## طابع بريدي للكلية
قامت الكلية يوم الأربعاء بتاريخ (2019/7/10) بتدشين أول طابع بريدي لتوثيق تخريج الدفعة الأولى من طلبة الكلية الذين تم تخريجهم في يناير (2019) وذلك بالتعاون مع الشركة القطرية للخدمات البريدية (كيوبوست)، ويعد الطابع البريدي التذكاري طابعا لتجسيد أول تخريج لكلية الشرطة وتتوفر منه 10 آلاف نسخة، وتم إصداره البريدي باستخدام تكنولوجيا حديثة وهي (الواقع المعزز) التي تعمل بتقنية المسح الضوئي، وذلك لعرض فيديو مصاحب حول حفل تخريج أول دفعة من كلية الشرطة بهدف توثيقه للأجيال.

## 

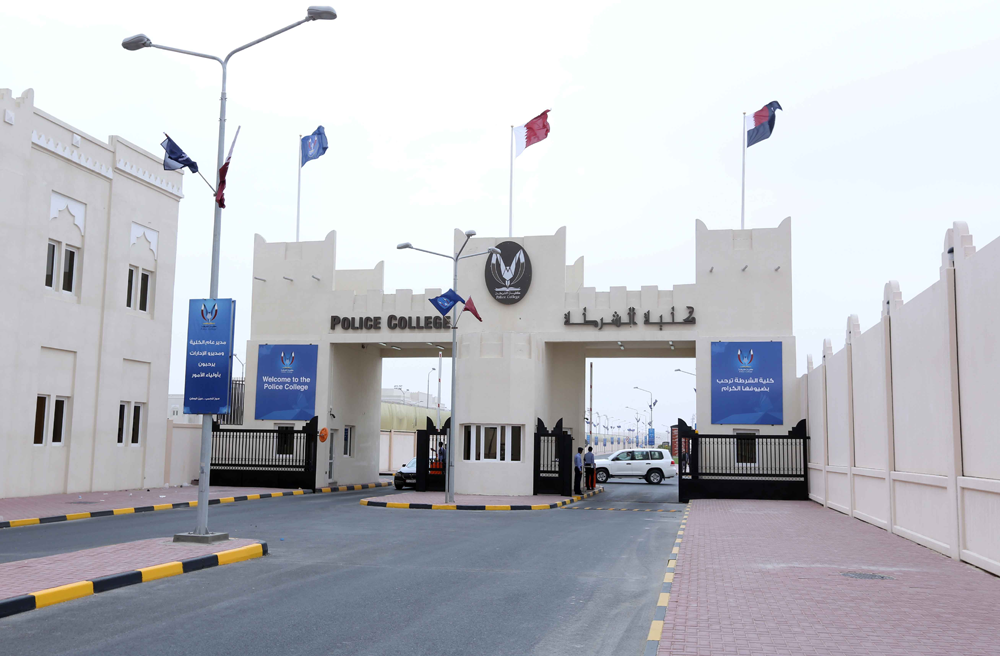
البوابة الرئيسية لكلية الشرطة في قطر

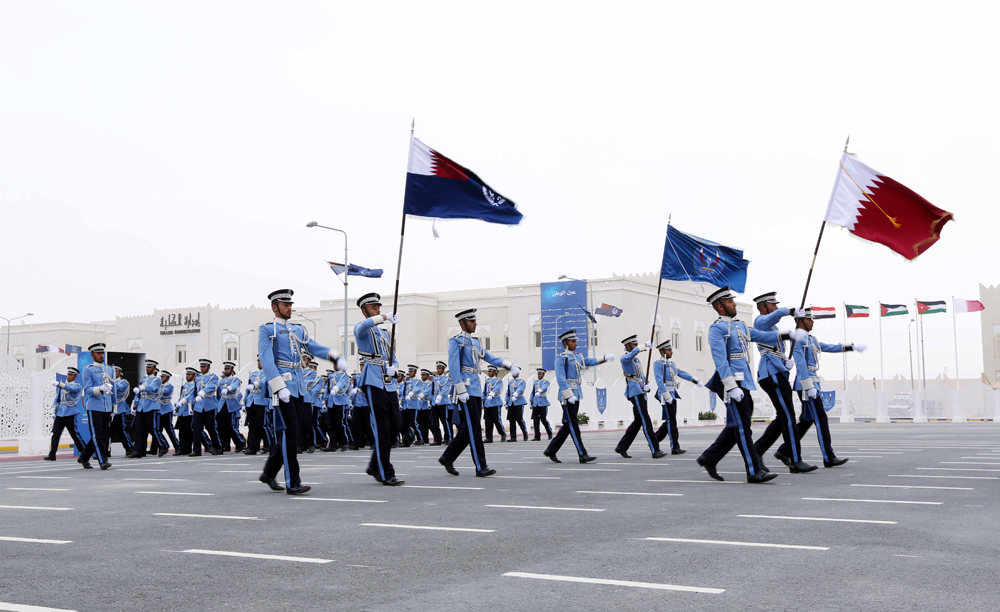
استعراض طلبة كلية الشرطة في قطر

## مباني الكلية
تتكون مباني الكلية من:
- مبنى إدارة الكليـة
- مبنى اللغات ونظم المعلومات
- المبنى الاكاديمي
- مكتبـة الكليـة
- المجمع الرياضي
- المجمع الأولمبي
- ثكنات الطلبة
- العيادة الطبية
- ميادين التدريب[7]